# Manuscritologia bíblica
A manuscritologia bíblica ou crítica textual da Bíblia, outrora chamada de baixa crítica, é a ciência que cataloga, compara e estuda os manuscritos antigos da Bíblia (Antigo e Novo Testamentos) para determinação do texto mais exato ou mais antigo possível, apresentando ao final uma "edição crítica" emendada e um "aparato crítico" com um conjunto (exaustivo ou não) de variantes principais. Na disciplina de crítica textual, está incluído o estudo do material de escrita, forma de escrita, fontes documentais, história da transmissão, autenticidade, preservação do texto e diferentes versões do texto. Tudo isso é feito com base em pressupostos, teorias e metodologias determinadas pelos estudiosos.
Em crítica textual, o termo "crítica" tem o sentido de "separar e avaliar" os diferentes materiais de análise segundo alguns critérios científicos — é, por conseguinte, um exame ou avaliação minunciosa do conteúdo destes materiais. Segundo Paroschi, o termo "crítica" é usado "porque sua prática requer uma análise equilibrada e decisões inteligentes diante das questões textuais". Por causa da carga negativa que crítica ou crítico carregam popularmente, em consequência da ambiguidade do vocábulo, alguns estudiosos adotaram o termo "manuscritologia bíblica" em vez de "crítica textual da bíblia". Deve-se observar que a crítica textual não é restrita aos textos bíblicos, mas se aplica a toda literatura antiga — religiosa, filosófica, histórica etc. — para determinar o texto mais acurado possível. A crítica textual da Bíblia, como explícito no nome, é simplesmente a ciência aplicada ao estudo dos manuscritos bíblicos do Antigo Testamento (ou Bíblia Hebraica) e Novo Testamento.

## Ciências correlatas
A crítica textual ou manuscritologia está relacionada a outras ciências como a filologia e a paleografia.

#### Filologia
A filologia é a ciência que estuda os textos e tudo que é necessário para torná-los acessíveis, linguística e culturalmente. Segundo Bassetto, o trabalho filológico tem por objetivo a "reconstituição de um texto, total ou parcial", ou a determinação e o esclarecimento de algum aspecto relevante a ele relacionado. Estende-se desde a crítica textual, cujo objeto é o próprio texto, até as "questões histórico-literárias, como a autoria, a autenticidade, a datação etc., e o estudo e a exegese do pormenor". As definições variam bastante notando-se que, muitas vezes, o termo filologia é usado no sentido estrito de crítica textual; contudo, a rigor, a filologia é a ciência mais ampla na qual está incluído o trabalho específico da crítica textual e também da crítica histórico-literária.

#### Paleografia
A paleografia (παλαιός, palaiós, "antigo"; γράφω, grafē, "escrita", lit. "escrita antiga") é o estudo da escrita antiga, especialmente o grego e o latim graças à vasta literatura dessas línguas. A paleografia estuda a escrita preservada em materiais portáteis e mais sujeitos a deterioração temporal. Já a epigrafia estuda as inscrições antigas em objetos fixos e menos sujeitos à deterioração (pedra, osso, metal).
A paleografia tem como objetivos:
1. identificar as letras e sinais gráficos antigos (óbelos, abreviações escribais, etc.) permitindo sua leitura;
2. determinar a data e origem de um documento;
3. estudar as características dos manuscritos como: material, formato, processo de confecção, estilo de escrita, iluminuras, divisões do texto, etc.[3]

## Objeto de estudo

### Escribas ou copistas
Para o estudo de textos antigos é importante conhecer como eram confeccionados e copiados. Para isso é importante conhecer o trabalho dos escribas (ou copistas) que eram profissionais especializados na habilidade de escrita. Era uma função muito necessária no passado, visto que a maioria das pessoas não sabia ler e escrever.
Em algumas culturas (p.ex., entre os hebreus) os escribas eram pessoas livres que desempenhavam essa função, em outras culturas como a romana, eram escravos muito bem pagos pelo serviço prestado.

### Material de escrita
No passado, diversos tipos de materiais eram usados para a escrita dependendo da finalidade: Pequenas formas de barro, pedras, ossos, madeira, metais, cerâmica, papiro, couro, papel etc. No caso dos textos bíblicos, os principais materiais utilizados eram o papiro e o pedaços de couro (pergaminho).

#### Papiro
O papiro (πάπυρος, papyros) foi o precursor do papel (e origem da palavra papel). É originário do Egito e exportado para todo o mundo antigo. Sua origem e finalidade o tornava um material muito caro. Era fabricado a partir do caule da planta de mesmo nome. A medula do caule do papiro (chamada pelos gregos de βύβλος, bíblos, de onde provém a palavra bíblia) era fatiado, sobreposto e prensado ao sol até secar formando um material semelhante ao papel. 
O papiro era um material que durava muito tempo como atestou Plínio. Para isso, deveria ser preservado em local de clima seco e quente, que é o caso de exemplares de mais de 2 mil anos preservados até hoje. No entanto, em locais úmidos ou com mofo, se degradava muito rapidamente. O manuseio constante também contribuía para o desgaste dos livros confeccionados a partir desse material, fazendo com que manuscritos pouco manuseados se preservassem por mais tempo.

#### Pergaminho
O pergaminho é originário da cidade de Pérgamo, de onde o nome se origina. O pergaminho é o resultado do refinamento do couro rústico que era utilizado como forma de escrita antes. Era produzido a partir de peles de animais (principalmente carneiro, ovelha ou cabra), as quais eram submetidas a um banho de cal, em seguida, raspadas, polidas com pedra-pomes e colocadas para secar em molduras que as mantinham esticadas. Quanto mais jovem o animal, melhor era o pergaminho resultante. O melhor pergaminho era o velino, feito a partir da pele de vitelas (ou fetos bovinos abortados), pois era mais liso e fino, usado em obras especiais ou de luxo.

#### Papel
O papel toma seu nome do termo papyros ("papiro"). Foi inventado na China entre o século I e II. Era fabricado a partir das fibras do cânhamo ou linho triturado e cálcio, alumínio ou sílica. No século VIII, se tornou conhecido na Síria e Egito, e só no século XII na Europa. Cerca de 23% dos manuscritos gregos do Novo Testamento, dos séculos XIII ao XIX foram escritos em papel.

### Formato dos manuscritos

#### Rolo
Os rolos consistem de várias folhas de papiro ou pergaminho coladas ou costuradas em série podendo chegar a cerca de 10 metros de comprimento. Rolos maiores que isso seriam de difícil manuseio, por isso eram menos utilizados. As obras mais extensas requeriam mais de um rolo.
O texto dos rolos eram escritos em colunas paralelas da esquerda para a direita, com cerca de 5 a 9 centímetros cada.

#### Códice
O códice (do latim, codex ou caudex) consiste em livros encadernados com várias folhas de papiro ou pergaminho presas por uma borda. Em caso de obras maiores, vários cadernos com, normalmente, 8 a 12 folhas dobradas, eram agrupados e resultavam em um volume, semelhante ao modo que são feitos os livros atuais.
Os papiros do Novo Testamento estão predominantemente em formato de códice, o que leva muitos a cogitarem que muitos autógrafos foram escrito desde o princípio nesse formato. Na verdade, o uso cristão do códice é tão vasto que chegou-se a sugerir que o formato foi criado pelos cristãos, o que hoje se sabe ter sido criado em Roma pelos romanos. Dois exemplos importantes de códices do Novo Testamento são o Códice Vaticano e o Códice Sinaítico, ambos do século IV.

## Problemas relacionados à manuscritologia bíblica
O grande problema da manuscritologia (ou crítica textual bíblica) é que o estudo se baseia somente em cópias de cópias dos originais, nenhum dos originais autógrafos foi encontrado.. O problema se torna mais preponderante ao verificar-se que essas cópias de cópias produziram, durante o processo de transmissão, uma vasta quantidade de "leituras variantes" ou erros escribais. Alguns calculam em cerca de de 300 mil variantes, outros elevam a aproximadamente 500 mil só do Novo Testamento. Portanto, o trabalho da manuscritologia é catalogar, classificar, comparar e corrigir o texto bíblico, com base nos inúmeros manuscritos disponíveis. 
A finalidade do estudo dos manuscritos antigos pode variar dependendo dos pressupostos e da orientação teórica adotada pelos estudiosos. Pode-se enumerar dois objetivos principais da crítica textual bíblica: 
1. Determinar o texto original: Estudiosos tradicionais, estudam e comparam os manuscritos em busca de um texto mais próximo do original ou leituras verdadeiras entre as variantes. Paroschi afirma que o propósito da crítica textual é garantir maior fidelidade das palavras originais para um estudo mais apurado do texto neotestamentário, de modo que "correspondam da forma mais plena possível àquelas que os apóstolos e evangelistas escreveram tantos séculos atrás".[3][11]
2. Determinar o texto corrente nos primeiros séculos: Muitos estudiosos, como Lachmann, têm abandonado a busca pelo "texto original" ou "leituras verdadeiras", considerando tal tarefa impossível, e buscando a "restauração do texto em uso comum na Igreja por volta do ano 380".[2][3][11] Esses estudiosos estão buscando apenas as leituras mais antigas entre aquelas atualmente disponíveis.[2][11]

Há no meio acadêmico deliberações de sentimento religioso e ideológico de estudiosos que buscam avidamente a reconstituição mais fidedigna do "texto original" sem deixar margem para sérias dúvidas. Estes são normalmente estudiosos que acreditam firmemente que os textos foram inspirados e preservados por Deus no decorrer dos séculos. Por outro lado, outros mesmo crendo na inspiração dos autógrafos, não creem na doutrina da preservação, chegando a admitir, como Daniel B. Wallace, que várias partes do texto podem ter se perdido para sempre. Há também estudiosos que não creem nem na inspiração sobrenatural ou, muito menos, na sua preservação.

## Metodologia Geral

### Pressupostos e objetividade na análise manuscritológica
Existe aqueles que defendem ser possível uma abordagem neutra, imparcial e objetiva, colocando de lado pressupostos teológicos e filosóficos, e aqueles que afirmam que a suposta abordagem objetivamente neutra é impossível, sendo portanto, uma falácia. (ANGLADA, pp. 98–101)
No entanto, Graham Stanton faz a seguinte indagação:
É possível alguém colocar de lado completamente as próprias pressuposições, e aproximar-se do texto [ou de questões textuais] de um ponto de vista neutro e imparcial, com um método histórico-crítico definido e com isso alcançar resultados científicos objetivos incontaminados por dogmas? 
(ANGLADA, p. 98).
Os da escola de Westcott-Hort defendem que é possível uma abordagem neutra, imparcial e objetiva, reclamando para sua escola o emprego de tal abordagem e acusando os defensores do Texto Recebido e Texto Majoritário de terem abordagens apriorísticas, teológicas e filosóficas. Por outro lado, no meio acadêmico a ideia de neutralidade tem perdido força, pois cada vez mais se reconhece a impossibilidade de objetividade neutra, já que todo pesquisador é um ser humano que possui crenças e pressupostos que influenciam mais ou menos suas pesquisas.
O que se faz necessário, portanto, é cada pesquisador e cada corrente da manuscritologia, ter consciência e declarar seus pressupostos (teológicos, filosóficos, etc.) e procurar observar o quanto eles têm influenciado suas pesquisas e conclusões.
Por exemplo, um pesquisador que tem consciência de que possui pressupostos (p.ex., da existência ou não de Deus, do naturalismo ou preternaturalismo, da inspiração e preservação ou não das Escrituras Sagradas), deve assumir que possui crenças a priori e que, desta forma, elas podem influenciar mais ou menos sua pesquisa e conclusões. Diante disso, esse pesquisador deve tomar precauções para que não passe por cima de fatos ou tire conclusões erradas, influenciadas somente por sua crença a despeito dos dados encontrados.
O grande problema é que, ainda há a tendência de se acusar apenas àqueles que têm crenças sobrenaturais de terem pressupostos que podem induzir a pesquisa e resultados, enquanto os que têm crenças naturalistas são vistos, equivocadamente, como neutros e imparciais, como se suas crenças naturalistas não tivessem tanto ou mais influência sobre a pesquisa do que os de pressupostos naturalistas. Portanto, todas as formas de pressupostos teológicos, filosóficos e científicos, sejam preternaturalistas, sejam naturalistas, devem ser vistos da mesma forma e com o mesmo potencial de influenciar a pesquisa e suas conclusões. Cabe a cada pesquisador e corrente, ter consciência clara dos seus pressupostos e da impossibilidade da neutralidade absoluta, e, diante disso, se precaver o máximo possível para não ignorar os dados nem tirar conclusões que sejam mais apoiadas por suas crenças do que pelos dados, tomando, assim que possível, uma posição mais pragmática.

## Confiabilidade textual da Bíblia
Se os textos bíblicos foram ou não alterados com os séculos é uma questão relevante em termos históricos, literários e culturais para se conhecer as formas textuais mais antigas, assim como se faz com textos clássicos (p.ex., a Ilíada de Homero, escritos de Platão, Aristóteles etc.). A discussão e enfoque da manuscritologia não é se as histórias de personagens, eventos, milagres e ensinos sobre Deus são verdadeiros e reais, mas se os textos bíblicos, desde que foram escritos durante o período de milhares de anos, são confiáveis no sentido de sua transmissão e preservação com o decorrer dos séculos sem sofrer alterações. Nos estudos críticos, a resposta a esse questionamento deve ser buscada em evidências documentais históricas (i.e., nos manuscritos e relatos de escritores antigos), ao invés de seguirem uma tendência que considera e avalia os materiais de um ponto de vista meramente pessoal tirando, assim, conclusões precipitadas.
A resposta para uma possível alteração dos textos bíblicos é "sim e não", dependendo do que se quer dizer com "alterados". Por alterações, pode-se referir, desde alterações de letras, termos, grafias de palavras, nomes de cidades e de pessoas; até alterações de conteúdo e sentido de todo um conjunto de ensinamentos e histórias. A primeira coisa, pois, a se responder se houve alterações no texto bíblico, é definir se a pergunta diz respeito a alterações acidentais ou intencionais menores de letras, palavras e termos ou a alterações maiores de conteúdo (ensino, instrução e histórias). 

#### Alterações menores de escrita
Os manuscritos apresentam pequenas alterações dos textos bíblicos. São milhares de cópias de cópias dos textos bíblicos de diferentes lugares, épocas e grupos religiosos (judaicos e cristãos). O trabalho da manuscritologia bíblica é comparar todas essas cópias entre si e com as bíblias oficialmente usadas pelas sinagogas e igrejas, verificando as diferenças entre elas. O resultado dessa comparação são milhares de alterações por omissão ou acréscimo de letras, palavras, expressões, até linhas inteiras faltando. Isso é um fato inevitável da antiguidade que ocorre com todos os escritos bíblicos, filosóficos e históricos.
Os escribas ou copistas tinham que fazer o trabalho de cópia de forma manual. As vezes, um escriba ditava um texto para um grupo de escribas copiarem. Dessa forma um escriba poderia ouvir, entender e escrever errado uma palavra. Mesmo nos casos em que o copista via e copiava o texto, ele poderia transcrever errado esquecendo uma letra ou palavra. Era comum o escriba pular uma linha completa em razão de outra linha começar com a mesma palavra ou mesmo por desatenção. Há casos em que apenas a ordem das palavras está invertida. 
Para evitar ou diminuir a possibilidade desses erros, os escribas judeus, desenvolveram com o tempo, toda uma metodologia de contar as letras e palavras de um livro para verificar no final do trabalho, se a cópia tinha a mesma quantidade do texto fonte. Eles chegavam a marcar a letra central exata de um livro. Mesmo assim, isso não impedia que houvesse erros. Por isso, muitas vezes o próprio escriba, após a sua própria cópia, faziam anotações nas margens ou entre as linhas corrigindo o texto. Era comum outro escriba fazer essas anotações de correção nos manuscritos de outros escribas com base em uma cópia que julgava mais confiável. Havia também prováveis alterações intencionais. Um escriba poderia alterar uma palavra ou expressão por julgar que aquelas palavras não estavam corretas por erro de um copista anterior ou por não fazer sentido para ele naquele local. Então um escriba poderia alterar o texto para aquele que julgava fazer mais sentido ou estar mais correto.
Como já foi afirmado, alguns especialistas estimam entre cerca de 300 mil variantes até cerca de 500 mil só do Novo Testamento. O número bruto é alarmante. São mais que o dobro de palavras existentes em todo o Novo Testamento; contudo, depois de examinadas de perto, constata-se que a grande maioria são mudanças acidentais de letras ou palavras.
O fato é que essas alterações menores são atestadas nos documentos ou manuscritos e é, na maioria dos casos, consequência da própria forma de se publicar livros na antiguidade antes da invenção da imprensa no século XVI. Se bem que, mesmo com a imprensa, havia e há até hoje, erros nas impressões dos livros, mas esses erros são muito menores. Como há milhares cópias de diferentes lugares, épocas e grupos, a crítica textual consegue facilmente restaurar omissões de linhas (p.ex., Salmo 145:13, que faltava uma linha começando com a letra nun) e muitas alterações de palavras. 
No final, do trabalho da crítica textual, poucos textos apresentam sérias dúvidas de termos além do razoável; e essas alterações menores menores não alteram, normalmente, o sentido do texto e a o trabalho de crítica, consegue corrigir com base em evidências internas se sentido e pensamento do autor, as alterações que alteram o sentido.

#### Alterações maiores de ensinamentos teológicos
Os manuscritos apresentam grandes alterações dos textos bíblicos. As milhares de cópias de cópias dos textos de diferentes lugares, épocas e grupos judaicos e cristãos, após o minucioso trabalho de crítica textual, não deixam dúvida de que o conteúdo de ensinos ou doutrinas não foram alterados com o decorrer dos séculos.
Os teólogos destacam que, embora as alterações menores possam mudar um sentido de um texto, contudo, os ensinamentos ou doutrinas do judaísmo e do cristianismo, não dependem exclusivamente de um texto, mas de um conjunto de textos sobre aquele tema. Desta forma, mesmo que um texto contenha uma variante textual que altere em algum grau o sentido, isso não altera a doutrina que não depende exclusivamente daquele texto.
Mesmo em casos de alterações maiores, como é o caso do Comma Johanneum (Cláusula Joanina), presente na maioria dos manuscritos recentes e ausente de um pequeno número de manuscritos mais antigos, que é um texto que, se mantido, ensina sobre a doutrina cristã da trindade, não anula essa doutrina se excluído, pois esse ensino não depende exclusivamente desse texto, mas de inúmeros outros textos sobre os quais não há dúvida.
Outros casos como o final de Marcos, que possui quatro finais nos manuscritos, também não altera nenhum conteúdo da doutrina cristã. O mesmo acontece com a história da Mulher Adúltera do Evangelho segundo João (7:53-8:11) que, embora muito conhecida e citada, se mantida ou excluída, não representa alteração de conteúdo doutrinário. 
Considerando que os três exemplos (a Cláusula Joanina, o final de Marcos e a história da Mulher Adúltera) são as maiores variantes encontradas nos milhares de manuscritos antigos, que representam ainda alguma dúvida significativa sobre o texto original, os estudiosos mais renomados concluem, com base no que as evidências demonstram, que, em termos de conteúdo de ensinamentos ou doutrinas, o texto bíblico não foi adulterado no decorrer dos séculos.
Estas, portanto, não são evidências científicas da veracidade das histórias de milagres, a existência ou não existência de Deus — pois isso não cabe à ciência, e sim à conclusão de cada pessoa ou grupo religioso —, mas que o texto e seu conteúdo não sofreu alteração ou adulteração que implique no seu ensinamento desde que cada livro atingiu sua forma canônica.

## Manuscritologia do Antigo Testamento (ou da Bíblia Hebraica)
Sub área da manuscritologia bíblica que se dedica ao estudo da transmissão dos textos da Bíblia Hebraica ou Antigo Testamento.

##### Códice de Leningrado (L)
O Códice Leningradense ou Codex Leningradensis é o principal manuscrito massorético da Bíblia Hebraica. Está escrito em pergaminho e é datado de 1008 d.C., de acordo com o Colophon, é a cópia completa mais antiga da Bíblia Hebraica. Este manuscrito serve como texto básico para a Bíblia Hebraica Stuttgartensia (BHS) e para as modernas traduções da Bíblia.

## Manuscritologia do Novo Testamento
Sub-área da manuscritologia bíblica que se dedica ao estudo da transmissão dos textos do Novo Testamento. 

### Principais escolas ou correntes
Existem estritamente três teorias ou escolas de crítica textual (texto majoritário, ecletismo moderado e ecletismo consistente) e uma quarta (Texto Recebido) que pode ser incluída no sentido amplo, mas que não realiza nenhum trabalho estrito de crítica textual. Contudo, é comum se tratar a teoria eclética como uma só, normalmente favorecendo o "ecletismo moderado" mais comum hoje. 
Em alguns contextos não acadêmicos, também é comum se confundir equivocadamente o Texto Majoritário com o Texto Recebido, que, embora sejam parte da mesma família textual bizantina, contudo, devem ser distintos, porque a escola do Texto Majoritário faz um trabalho de crítica textual cotejando variantes e escolhendo as que julgam mais fundamentada, enquanto a escola do Texto Receptus defende um texto fixo, estabelecido e impresso no século XV, sem cotejo de manuscritos e variantes. Portanto, são escolas, teorias e métodos diferentes.

#### Escola do Texto Recebido
Essa corrente, também conhecida por tradicional, é a mais antiga. Ela defende o texto amplamente usado até o fim do século XIX, impresso  em muitas edições durante os séculos XVI e XVII, que se tornou conhecido como Textus Receptus (ou Texto Recebido).

##### Principais defensores
Esse texto, com poucas variantes, foi usado por Erasmo de Roterdã e pelos reformadores protestantes. A principais traduções da Bíblia a partir do século XVI foram feitas tendo o Texto Recebido como base, a principal delas, a Versão do Rei Jaime de 1611.
Atualmente é defendido por uma minoria de estudiosos, considerados, pelos que adotam teoria contrária, como fundamentalistas ou fanáticos. A Trinitarian Bible Society e a Sociedade Bíblica Trinitária do Brasil e seus associados são os principais defensores do Texto Recebido.

#### Escola do texto eclético ou crítico
Essa escola defende um texto eclético "minoritário" (i.e., baseado em um número reduzido de manuscritos mais antigos) preparado principalmente com base em dois manuscritos mais antigos: Códice Sinaítico (א) e o Códice Vaticano (B).

##### Principais defensores
O texto crítico é defendido e usado pela maioria dos estudiosos modernos, sendo quase um consenso no meio acadêmico. As principais traduções da Bíblia a partir do século XX foram feitas tendo alguma versão do texto eclético crítico como base.
Inicialmente proposto por Karl Lachmann (1831), foi desenvolvido por Constantin von Tischendorf, Samuel Prideaus Tregelles, Brooke F. Westcott, Fenton J.A. Hort (sendo esses dois últimos os principais nomes), Bernhard Weiss, Alexander Souter, W. Sanday, Edwin Palmer, Eberhard Nestlé, Erwin Nestlé, Kurt Aland, Barbara Aland, H.J. Volgels, Augustin Merk, José Maria Bover (esses três últimos, católicos) e atualmente seguido por muitos outros, entre os quais, Daniel B. Wallace.

#### Escola do Texto Majoritário ou Bizantino
Essa corrente é um desenvolvimento e aprimoramento contemporâneo da primeira escola. "Ela sustenta o texto representado na maioria dos manuscritos, conhecido como Texto Majoritário, Bizantino, Tradicional ou Eclesiástico." (ANGLADA) Diferentemente do Texto Crítico e também do Textus Receptus, a corrente do Texto Majoritário faz uso comparativo de um número muito maior de manuscritos e outros documentos para reconstruir o Novo Testamento. Segundo o Paulo Anglada, essa "corrente defende que o texto original do Novo Testamento deve ser buscado, não em alguma edição mais ou menos empírica do Textus Receptus, nem exclusivamente em uns poucos manuscritos egípcios antigos preservados aleatoriamente, mas na grande massa de manuscritos existentes, incluindo papiros, unciais, munúsculos, lecionários, versões e citações."

##### Principais defensores
A corrente recente, que advoga o texto majoritário, é defendida por um número minoritário de pesquisadores como: J.W. Burgon, F.H.A. Scrivenet, T.R. Birks, E.Miller, e mais recentemente por: Edward Hills, Jacob Va Bruggen, Willen Franciscus Wisselink*, Zane Hodges, Arthur L. Farstad, Maurice A. Robinson, William G. Pierpont, Wilbur N. Pickering (brasileiro), Paulo R. Anglada (brasileiro), e outros.

##### Pressupostos e metodologia
Os defensores da corrente do Texto Majoritário, por terem à sua disposição um grande e variado número de testemunhos, "enfatizam as evidências externas (mais objetivas) ao invés das evidências internas (mais necessárias aos defensores dos textos egípcios, em virtude do reduzido número e discrepâncias desses documentos".

### Relação de manuscritos do Novo Testamento
O trabalho de crítica textual se utiliza de diversas fontes (testemunhas) documentais para comparação e reconstituição do texto do Novo Testamento: manuscritos gregos do Novo Testamento, lecionários, versões ou traduções antigas e citações de antigos cristãos.

#### Manuscritos gregos
Existem cerca de 5.700 manuscritos catalogados (até 2012) do Novo Testamento, de diferentes épocas, lugares, qualidade textual e integridade. 
Segue alguns exemplos: Papiro Chester Beatty (I, II e III) dos séculos II e III, Papiro Rylands 457 do século II, Papiro Bodmer (II, VII, VIII, XIV e XV), Papiro de Oxirrinco 4499 do século III ou IV, Papiro de Oxirrinco 4968 do século V, Códice Vaticano do século IV (considerado o mais importante para a maioria dos críticos), Códice Sinaítico do século IV, Códice Alexandrino e Códice Efraimita (ambos do século V), etc.

#### Lecionários
Os lecionários são textos bíblicos dividados em perícopes e ordenados conforme um calendário litúrgico anual para leitura nos cultos cristãos. Estão catalogados 2.452 até 2012, datados do século IV ao XVIII, cobrindo todo o Novo Testamento, exceto o Livro de Apocalipse.

#### Versões antigas
As antigas versões da Bíblia (traduções para outras línguas) também são importantes para a crítica textual, por dois motivos, segundo Paroschi: 
1. são muito antigas começando a surgir no em meados do século II, havendo manuscritos delas dos séculos III e IV;
2. são indicadoras do tipo de texto grego usado como base da tradução que estava em uso nos lugares onde surgiram essas versões; ou seja, o valor das versões antigas, não está nelas mesmas, mas nas indicações que dão sobre o texto grego mais antigo.

As versões mais importantes são: a siríaca (Diatessarão, Siríaca Curetoniana, Siríaca Sinaítica, Siríaca Peshita, Siríaca Palestina, Siríaca Filoxeniana, Siríaca Heracleana), a latina (Antiga Latina e Vulgata Latina) e a copta (Saídica, Boaírica, Faúmica, Acmímica, Subacmímica, Médio-Egípcia).

#### Citações antigas
Há milhares de citações de antigos cristãos (ortodoxos e não ortodoxos) em sermões, comentários, tratados dogmáticos e cartas que são usados de forma secundária no trabalho de crítica textual. Segundo Paroschi, "o NT foi citado mais de dezessete mil vezes pelos autores do século II e mais de doze mil vezes pelos autores do terceiro, exceto Orígenes. Somente Orígenes citou o NT mais de 32 mil vezes, ou seja, mais que todos os autores do segundo e terceiro século combinados" (ênfase acrescentada). E continua: "São tão numerosas essas citações que praticamente se poderia reconstituir [com bastante trabalho de crítica textual] todo o NT por intermédio delas, mesmo sem a ajuda dos manuscritos gregos e versões".
Os autores antigos mais importantes para a crítica textual são: Irineu de Lyon (c. 140 – c. 202), Clemente de Alexandria (c. 150 – c. 215), Justino, o Mártir (c. 100 – c. 165), Marcião de Sinope (??? – c. 160), Taciano (??? – c.172), Tertuliano (c.160-c.225), Hipólito de Roma (c.170-c.236), Orígenes de Alexandria (c.185 – c. 254), Cipriano de Cartago (???–258), Eusébio de Cesarea (c.260 – c.340), Atanásio de Alexandria (c. 296–373), Ambrósio de Milão (c. 339 –397), Basílio de Cesarea (c. 330–397), Cirilo de Jerusalém (c. 315–387), Dídimo de Alexandria (c. 313–398), Efraim da Síria (c. 306–373), Gregório de Nissa (c. 330 – c. 395), Gregório de Nazianzo (c. 329 – c. 390), Hilário de Poitiers (c. 315 – c. 368), Lúcifer Calaritano (??? – c. 370), Epifânio de Constância (c. 315–403), João Crisóstomo de Constantinopla (c. 347 –407), Rufino de Aquileia (c. 345 –411), Teodoro de Mopsuéstia (c. 350–428), Jerônimo (c. 345–420), Agostinho de Hipona (354–430) e Cirilo de Alexandria (???–444).

## Pesquisas contemporâneas
O Centro para o Estudo de Manuscritos do Novo Testamento (CSNTM) é uma organização, liderada por Daniel B. Wallace, cuja missão é preservar digitalmente os manuscritos gregos do Novo Testamento. Para isso, o CSNTM tira fotos digitais de manuscritos em instituições, bibliotecas, museus, mosteiros, universidades e arquivos em todo o mundo. A CSNTM está sediada em Dallas.
Há um projeto semelhante conduzido pela Universidade Bar-Ilan em Israel. A ideia é produzir uma edição crítica inteiramente nova da Bíblia Hebraica com base em todos os manuscritos conhecidos.